# Equinox Bi
Equinox Bi, född 11 mars 2001 i Mirano, är en italiensk varmblodig travhäst. Han tränades av den svenska travtränaren Jan Nordin i Italien, och kördes ofta av Mauro Biasuzzi eller Trevor Ritchie. Equinox Bi tävlade till 2007 och sprang in 9 456 037 kronor på 27 starter, varav tolv segrar, fem andraplatser och fyra tredjeplatser. I mars 2007 kidnappades han mystiskt från stallet.

## Karriär
Equinox Bi föddes den 11 mars 2001 och tävlade till 2007. Under tävlingskarriären tog han ett flertal stora segrar, bland annat i Gran Premio Nazionale (2004), Breeders' Crown Open Trot (2007) och Maple Leaf Trot (2007). Han kom även på andra plats John Cashman Memorial (2007).

## Kidnappningen
Natten mot den 2 november 2017 blev Equinox Bi kidnappad från Nordins stall utanför Padua. Man misstänkte tidigt att den italienska maffian låg bakom kidnappningen, och skulle kräva en lösensumma. Förbrytarna hade tagit sig genom en grind till stallet genom att klippa av en kedja. Equinox Bi hade varit hemma från tävlande i USA ungefär två månader, och skulle övergå till avelsverksamhet på Blue Chip Farms i Wallkill, New York.
Tisdagen den 11 december 2007 hittades Equinox Bi på en fotbollsplan i Montegiorgio, av en privatperson som kontaktade polisen. Fotbollsplanen låg drygt fyra timmar från Nordins stall. Ingen lösensumma betalades ut.